# Chengbei (köping i Kina, Guangxi, lat 24,94, long 111,24)
Chengbei (kinesiska: 城北镇, 城北) är en köping i Kina. Den ligger i den autonoma regionen Guangxi, i den södra delen av landet, omkring 380 kilometer nordost om regionhuvudstaden Nanning. Antalet invånare är 16688. Befolkningen består av 8 113 kvinnor och 8 575 män. Barn under 15 år utgör 21,0 %, vuxna 15-64 år 68 %, och äldre över 65 år 10,0 %.
Genomsnittlig årsnederbörd är 2 112 millimeter. Den regnigaste månaden är juni, med i genomsnitt 370 mm nederbörd, och den torraste är oktober, med 46 mm nederbörd.